# ウィリアム・ステュークリ
ウィリアム・ステュークリ (William Stukeley FRS, FRCP, FSA, 1687年11月7日 - 1765年3月3日) はイギリスの医師、牧師、好古家。ストーンヘンジやエーヴベリーといった先史時代の遺跡の考古学的調査を先駆けた。古代の遺跡を自ら訪れ調べたことで「おそらく考古学の訓練をした初期の先駆者として最も重要である」 といわれている。国教会での地位をドルイドの考えへの興味と結び付け、フリーメイソンにも盛んに参加した。チャールズ・バートラムの偽書・Description of Britainをイギリスの歴史学者の間に拡散させてしまったことでも知られる。アイザック・ニュートンの友人の1人であり、ニュートンの初期の伝記作家の1人である。

## 生涯
リンカンシャー州のホルビーチで弁護士の子供として生まれた。生地は現在、ステュークリ・ホールという彼の名前の付いた小学校がある。ケンブリッジのコーパス・クリニティ・カレッジで医学学士を取得した後、ロンドンへ行き、聖トマス大学で医学の勉強をした。1710年にリンカンシャーのボストンで開業し、友人のモーリス・ジョンソン2世が設立したSpalding gentlemen's Societyの会員となった。1717年にロンドンに戻った。同年、王立協会のフェローとなり、1718年にロンドン考古協会の設立に参加し、9年間にわたり幹事を務めた。1719年に医学博士を取得し、1720年に英国医師会のフェローとなり同年古典文学への最初の貢献を出版した。
ステュークリは上流階級の人物がグランドマスター（グランドロッジの長）に任じられて、上流階級にフリーメーソンが人気となった時に、最初に入会した知識人の一人であった。1721年6月6日の日記や書評には「私は有名なダイビングエンジンを作ったロウ・キャプテンのコリンズと、タビストック・ストリートのサルテーション・タブでフリーメーソンになった」 とある。同じところで彼は長い歴史の中でロンドンでそうなった最初の人であると言っている。儀式を実行するのに十分なメンバーを見つけることは非常に困難であり、その直後に「フリーメーソンは逃げ出し、そのメンバーの愚かさに息を吐き出した」。彼の日記や書評は新しくなったグランドロッジの題材に関する最初期の情報源の1つである。

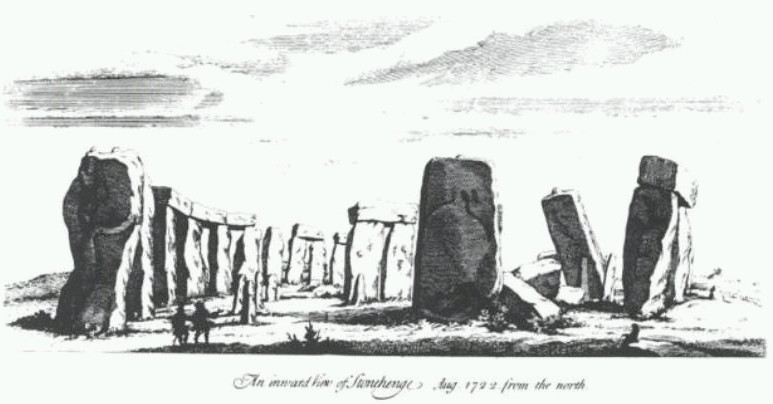
1722年8月のストーンヘンジの内観

ステュークリの主要な業績であるストーンヘンジとエーヴベリーの精巧な記述は1740年と1743年にある。これらは多元的な普遍史の最初のものであると考えられている。また、古代の家父長制の宗教が人類のそもそもの宗教であると提唱した。これはその後偶像崇拝の考えが出ると衰退した。ドルイドと初期のクリスチャンはこの宗教の例だと信じていた。彼は「アーチ・ドルイド」として知られるようになった、ドルイドの遺骨と考えられていたものを豊富に書いた。ステュークリのストーンヘンジに関する業績はこれの年代を特定しようとする最初のもののうちの1つである。有名な天文学者のエドモンド・ハレーと協力し、ハレーはストーンヘンジを建てた人々は地磁気について知っており、これをの北磁極の方向に合わせているということを提唱した。北極磁場の変動に関する不完全ではあるデータを使用し、規則的なパターンで振動したということを推定した。今日では、北磁極は不規則にさまよっていることが知られている。ステュークリは、ストーンヘンジが紀元前460年に完成したと推定し、現在考えられている年代より、数千年新しい推定をした。

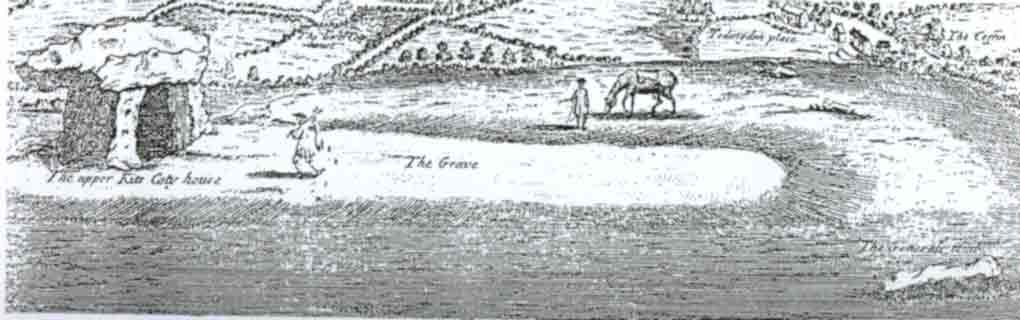
ステュークリが描いたこの1722年のキッツ・コティー・ハウスの展望図のような図は、今破壊されてしまった遺跡の様々な情報を提供してくれる。

1729年に叙階式に出席し、イングランドの教会の司祭になった。彼はリンカンシャー州で、スタンフォードの全聖人協会の教区を含む2つの生き方を続けていた。この教区で、彼は町の失われたエレノー・クロスを中心にかなりの量のさらなる研究を行った。1742年にハートフォードシャー、ロイストンのロイストンケーブを訪れ、1年後に"Palaeographia Britannica or discourses on Antiquities in Britain" の第1巻Origines Roystonianae, or an account of the Oratory of lady Roisia, Foundress of Royston discovered in Royston in August 1742 を出版した。チャールズ・パーキン牧師の反応を追って続編である第2巻defence of Lady de Vere, Foundress of Roiston, against the Calumny of Mr. Parkin, rector of Oxburgh wherein his pretendedで出した答えは完全に論駁された。前者の意見はさらに確認され説明された。追加されることが多いが、多くの骨とう品は古代において重要である。
1746年、1646年のチャールズ1世のオックスフォードからスコットランド軍の駐屯していたニューアーク＝オン＝トレントへの旅を非常に丁寧に説明した。
その後、1747年ロンドンのブルームスベリーの教区クイーンスクウェアの聖ジョージ殉教者の教区牧師に任命された (1765年まで) 。そこにいる間、チャールズ・バートラムと連絡を続け、100年以上にわたるローマ・ブリテンの主要な情報源としての英国の虚偽の説明を最終的には受け入れた。

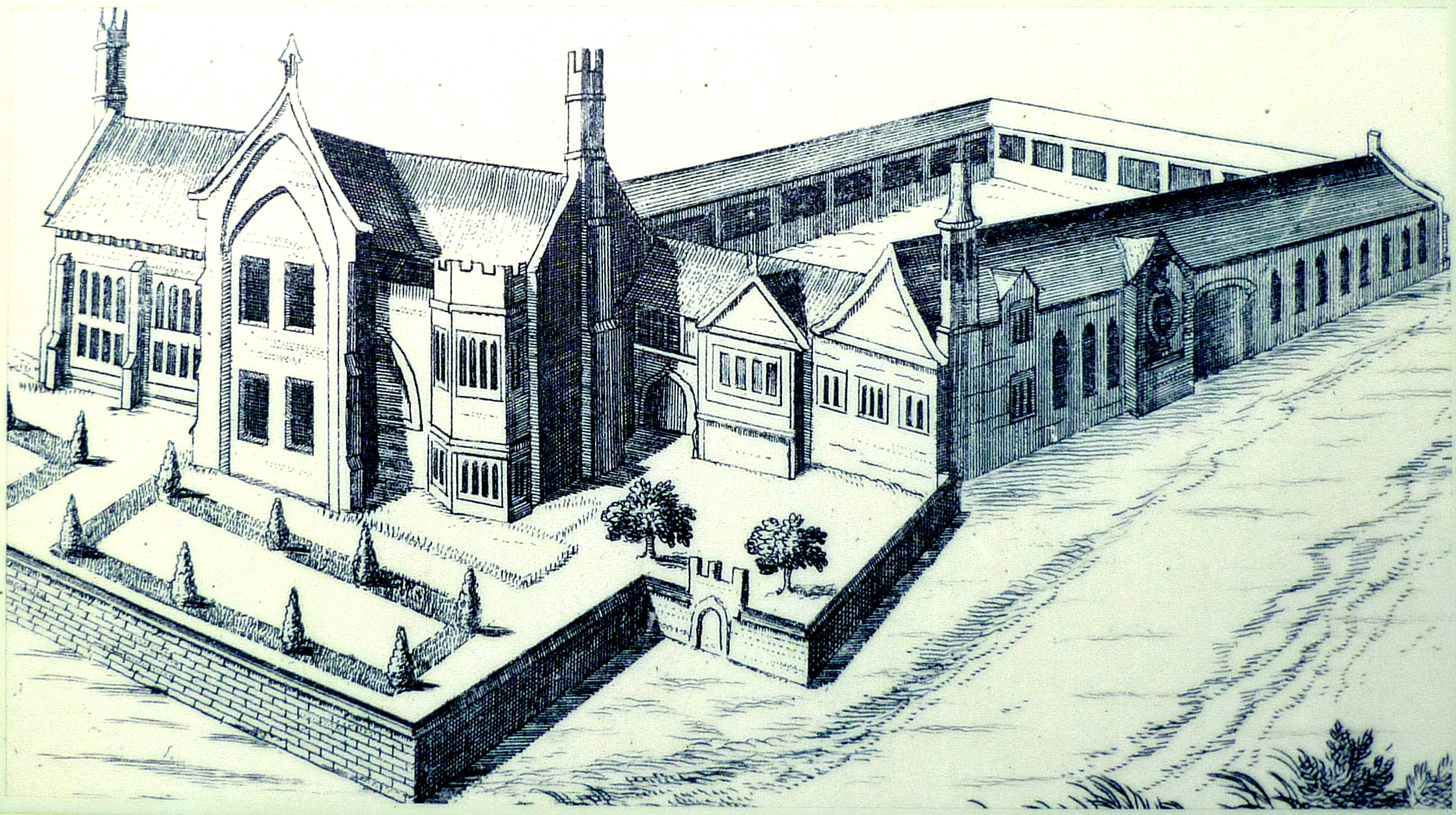
ステュークリによるグロスター、ブラックフライアーズの1721年の景観

アイザック・ニュートンと友人であり、1752年には回顧録も書いている。これはニュートンの重力理論の定式化にインスピレーションを与えた落ちるリンゴの物語の最初期のソースの1つである。
脳卒中を起こしたのち、教区牧師の住居で1765年3月3日で死去した 。生前訪れて休息地として選んだイーストハムの聖マリアマグダレン教会に墓碑なしに埋められた。
長い間、ブレーズノーズ協会と呼ばれた文学・歴史組織がスタンフォードスクールで栄えた。ここは彼の父や兄弟が関係しており、ステュークリがスタンフォードの全聖人協会の教区牧師のときに設立した名門の協会に名前を因んでいる。ロンドンのコヴェント・ガーデンにあるハイ・ホルボーンやドルリー・レーン交差点の近くの通りの名前は彼にちなんでいる。

## 引用
1. ↑  Hutton, Ronald (2009). Blood and Mistletoe: The History of the Druids in Britain. New Haven: Yale University Press. ISBN 0300144857 p. 86.
2. ↑  "Stukeley, William (STKY703W)". A Cambridge Alumni Database (英語). University of Cambridge.
3. ↑  Stukeley, William (1980). The Commentarys, Diary, & Common-Place Book of William Stukeley & Selected Letters. London: Doppler Press. p. 54
4. ↑  Stukeley, William (1740). Stonehenge, A Temple Restor'd to the British Druids. London: W. Innys and R. Manby 2008年4月9日閲覧。
5. ↑  Source: Stonehenge, a Temple Restor'd, by Stukeley.
6. ↑  Hawkins, Gerald S. (1965). Stonehenge Decoded
7. ↑  Brown 1904, p. 110.
8. ↑  Haycock 2004.
9. ↑   Newton's apple: The real story. New Scientist. (18 January 2010) 2012年11月30日閲覧。.
10. ↑  http://www.british-history.ac.uk/vch/essex/vol6/pp25-31

## 情報源
- Brown, Cornelius (1904). History of Newark-on-Trent; being the life story of an ancient town. II. Newark: Whiles
- Haycock, David Boyd (2004). "Stukeley, William (1687–1765)". Oxford Dictionary of National Biography (英語) (online ed.). Oxford University Press. doi:10.1093/ref:odnb/26743。 (要購読、またはイギリス公立図書館への会員加入。)(Subscription or UK public library membership required.) この文章の初版はウィキソースの記事にある: Lee, Sidney, ed. (1898). "Stukeley, William" . Dictionary of National Biography (英語). Vol. 55. London: Smith, Elder & Co.

Attribution:
- この記事にはアメリカ合衆国内で著作権が消滅した次の百科事典本文を含む: Chisholm, Hugh, ed. (1911). "Stukeley, William". Encyclopædia Britannica (英語). Vol. 25 (11th ed.). Cambridge University Press. p. 1051.

## 参照
- Burl, Aubrey; Mortimer, Neil, eds (2005). Stukeley's Stonehenge: An Unpublished Manuscript 1721–1724. New Haven: Yale University Press. ISBN 0-300-09895-2
- Gjertsen, Derek (1986). The Newton Handbook. London: Routledge & Kegan Paul. ISBN 0-7102-0279-2 – for details of Stukeley and Isaac Newton
- Haycock, David Boyd (2002). William Stukeley: Science, Religion and Archaeology in Eighteenth-century England. Woodbridge: Boydell Press. ISBN 0-85115-864-1
- Mortimer, Neil (2003). Stukeley Illustrated: William Stukeley's Rediscovery of Britain's Ancient Sites. Green Magic. ISBN 0-9542963-3-8
- Piggot, Stuart (1985). William Stukeley: An Eighteenth-Century Antiquary. New York: Thames and Hudson. ISBN 0-500-01360-8
- Stukeley, William; Gale, Roger; Gale, Samuel (1887). The Family Memoirs of the Rev. William Stukeley, M.D.. 3. London: Andrews and Company